# 5.0
5.0 è il sesto album studio del cantante hip hop statunitense Nelly, pubblicato il 12 novembre 2010 dalla Universal Motown/Derrty Entertainment. L'album è stato preceduto dal singolo Just a Dream e Move That Body, che sono stati pubblicati rispettivamente ad agosto ed ottobre 2010.

## Tracce
1. I'm Number 1 (featuring Birdman & DJ Khaled)) - 3:32
2. Long Gone (featuring Chris Brown & Plies)) - 3:40
3. She's So Fly (featuring T.I.)) - 3:21
4. Just a Dream - 3:57
5. Making Movies - 3:34
6. Move That Body (featuring T-Pain & Akon)) - 3:25
7. 1000 Stacks - 4:10
8. Gone (featuring Kelly Rowland)) - 4:27
9. Don't It Feel Good - 4:10
10. Broke (featuring Sophie Greene & Yo Gotti)) - 3:35
11. Liv Tonight (featuring Keri Hilson) - 4:31
12. Nothing Without Her - 3:39
Edizione Deluxe
13. Go (featuring Ali & Talib Kweli) - 4:39
14. If I Gave U 1 (featuring Avery Storm) - 4:27# k. I.s.s. (featuring Dirty Money & Murphy Lee) - 3:45
Edizione iTunes
15. Giving Her the Grind (featuring Sean Paul) - 3:48

## Classifiche
| Classifica (2010)         | Posizione più alta |
| ------------------------- | ------------------ |
| Australia                 | 17                 |
| Canada                    | 19                 |
| Francia                   | 131                |
| Regno Unito               | 59                 |
| Stati Uniti               | 10                 |
| US Top R&B/Hip-Hop Albums | 2                  |
| US Top Rap Albums         | 1                  |
| Svizzera                  | 52                 |